# Galeodes annandalei
Espèce
Galeodes annandalei est une espèce de solifuges de la famille des Galeodidae.

## Distribution
Cette espèce se rencontre en Inde et au Pakistan.

## Description
La femelle holotype mesure 27,5 mm.
Le mâle décrit par Roewer en 1934 mesure 30 mm et les femelles de 27 à 28 mm.

## Publication originale
- Hirst, 1908 : On some Oriental Solifugae, with descriptions of new forms. Records of the Indian Museum, vol. 2, no 3, p. 241-247 (texte intégral).